# 巴絲打
《巴絲打》是香港一份消閒雜誌。由香港高登討論區創辦，於2015年9月首度發行，逢每月29日出版。

## 出版紀錄

### 2015年
| 期號 | 封面人物       | 主題                            | 出版日期       |
| 01   | 林祖舜         | 高登精讀 - 深入淺出熟讀高登重點 | 2015年9月29日  |
| 02   | 林敏驄         | 霸氣大師嚴評高登改歌            | 2015年10月29日 |
| 03   | 王宗堯、張建聲 | 高登男主角                      | 2015年11月29日 |
| 04   | 蘇麗珊         | 新時代．舊時光                  | 2015年12月29日 |

### 2016年
| 期號 | 封面人物       | 主題                 | 出版日期      |
| 05   | Super Girls    | 寧要真毒，唔揀偽毒   | 2016年1月29日 |
| 06   | 少女標本       | 少女標本闖黑森林     | 2016年2月29日 |
| 07   | 陳 瀅          | 疑似絲打 陳瀅BB      | 2016年3月31日 |
| 08   | 孫慧雪         | 腦魔 x 魔女郎        | 2016年5月2日  |
| 09   | 周家怡、林保怡 | 瑪嘉烈與大衛鬥一番！ | 2016年6月2日  |
| 10   | As One         | As One逆襲韓國       | 2016年7月6日  |

## 外部連結
- 《巴絲打》 （页面存档备份，存于）
- 《巴絲打》的Facebook專頁
- 《巴絲打》的Instagram帳戶